# Cigoli

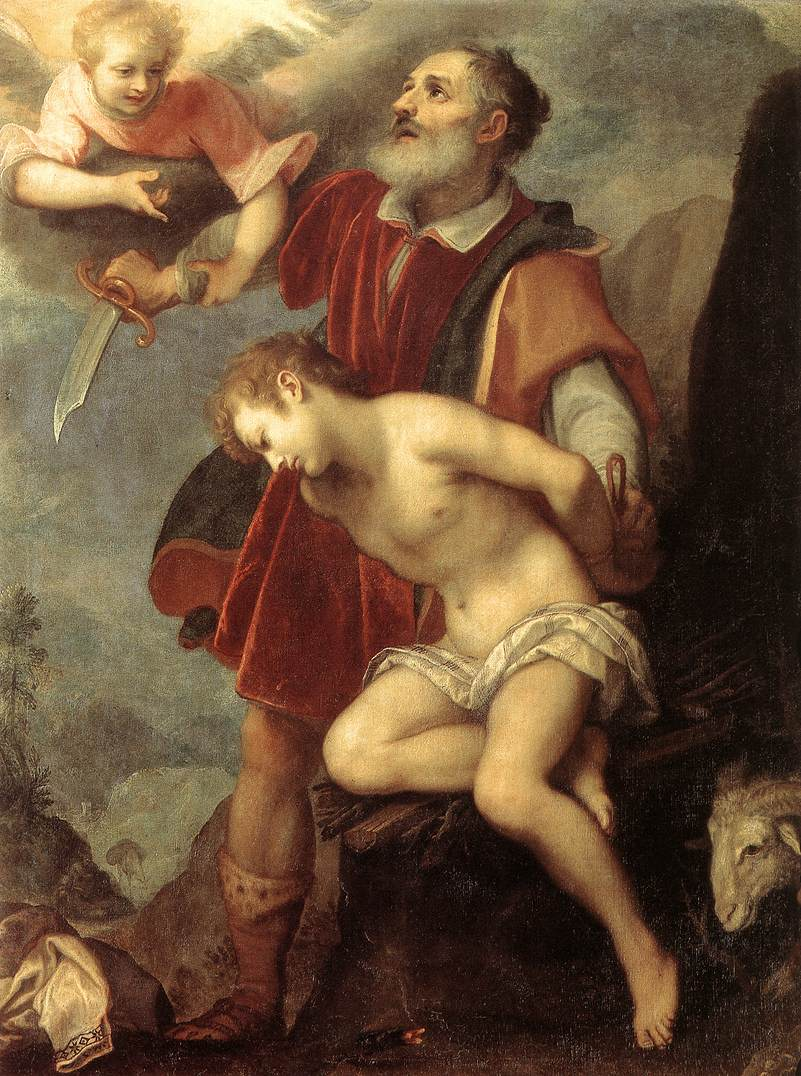
O Sacrifício de Isaac

Lodovico Cardi, também conhecido como Cigoli (1559 - 1613), foi um pintor italiano do Maneirismo e começo do Barroco. No começo de sua carreira trabalhou em Florença e passou nove anos de sua vida em Roma. 
Lodovico Cardi nasceu em Villa Castelvecchi di Cigoli, na Toscana. Inicialmente, Cigoli estudou em Florença com Alessandro Allori. Mais tarde, influenciou-se pelo mais famoso pintor da Contra-Maniera, Santi di Tito, bem como Barocci.
Para seu benfeitor, Massimo Massimi, pintou um Ecce Homo. Supostamente dois outros pintores seus contemporâneos, Passignano e Caravaggio, também pintaram outros quadros de mesmo nome. Não se sabe se os quadros são completamente independentes. O quadro foi depois levado por Napoleão para o Louvre, e voltou para Florença em 1815. 
Entre seus alunos incluem-se Cristofano Allori (1577-1621), o flamengo Giovanni Biliverti (1576-1644), Domenico Fetti, Giovanni Antonio Lelli, Aurelio Lomi, Pietro Medici, Gregorio Pagani e Andrea Comodi